# 沼生拉拉藤
沼生拉拉藤（学名：Galium palustre）为茜草科拉拉藤属下的一个种。

## 扩展阅读
- 維基物種上的相關：沼生拉拉藤